# Lignòfits
Els lignòfits (Lignophyta) són un clade de plantes vascular. El grup el formen les progimnospermes i les plantes amb llavors (espermatòfits).
Progymnospermophyta és un terme en desús per a referir-se a lignòfits fòssils que no són espermatofitins. El gènere Archaeopteris pertany a aquest grup.
Normalment en la classificació taxonòmica es fan servir un nom preexistent en cas que aquest existeixi però en el cas de Lignophytia es fa una excepció adoptant el nom de Lignophyta en lloc d'utilitzar el de Lignophytia que ja existia però era poc usat.